# Eduardo Santos Lins
Eduardo Santos Lins (Itajaí, 14 de outubro de 1930) é um advogado e político brasileiro.
Filho de Genésio Miranda Lins e Maria Consuelo Santos Lins, realizou seus estudos em Itajaí, Porto Alegre e Rio de Janeiro, e é bacharel em direito pela Universidade Federal de Santa Catarina.
Foi diretor do Banco da Indústria e Comércio de Santa Catarina (Banco INCO) durante cinco anos. Entre os anos de 1956 e 1963 foi vereador por Itajaí e deputado estadual na Assembleia Legislativa de Santa Catarina na 4ª legislatura (1959 — 1963).
Foi diretor da Companhia de Melhoramentos de Balneário Camboriú e de várias empresas catarinenses. Morou no Rio de Janeiro durante alguns anos, onde atuou como advogado. Na volta à cidade de Florianópolis, foi presidente da BESC Financeira, presidente da Companhia de Desenvolvimento  do Estado de Santa Catarina (CODESC), superintendente da Fundação de Amparo a Tecnologia e Meio Ambiente (FATMA) e da Fundação Catarinense de Cultura, entre os anos de 1975 e 1986.